# دونگا ترناوا (نیش)
دونگا ترناوا (به صربی: Donja Trnava) یک منطقهٔ مسکونی در صربستان است که در نیش واقع شده‌است.